# Carl Nieroth
El Graf Carl Nieroth fou un militar suecofinlandès que exercí el càrrec de Governador General de Finlàndia entre 1710 i 1712. Provinent d'una família livona noble, els seus pares foren el tinent coronel Otto Nieroth i la seva esposa Gertrud Baranoff. Nasqué el 1650 a Mikkeli (Finlàndia) i morí el 25 de gener de 1712 a la Parròquia de Pernå.

## Carrera militar
Carl Nieroth s'allistà com a corneta el 1671 i serví en la dècada de 1670 en les tropes sueques destacades a la Pomerània Sueca. Combaté en la Guerra d'Escània contra Brandenburg. El 1692 va ser nomenat tinent coronel de la cavalleria d'Escània i General Major el 1700.

### Gran Guerra del Nord
Arran de l'esclat de la Gran Guerra del Nord, el 1700, pogué demostrar les seves grans habilitats militars. Va participar en l'audaç desembarcament a Sjælland i les batalles de: Düna (1701), Klissov (1702) i Pułtusk (1703).
El 1704 Nieroth fou nomenat Tinent General de cavalleria. El 1705 exercí el comandament de les tropes sueques a Varsòvia i supervisà l'elecció del rei Estanislau Leszczyński. El 21 de juliol de 1705 al capdavant de la cavalleria d'Escània infligí derrotà decisivament a les tropes saxo-poloneses d'Otto Arnold Paykull a la Batalla de Rakowitz.
El 1705 Carl Nieroth retornà a Suècia després de ser condecorat. Un any més tard es convertí en comte i rebé el comandament del sud de Suècia.

#### Finlàndia
El 1710 Carles XII nomenà Nieroth Governador General a Finlàndia, amb amplis poders civils i militars. El 23 de setembre de 1710 desembarcà a Turku, immediatament es posà a treballar per millor les defenses finlandeses i creà una milícia popular.
Nieroth intentà reocupar Vyborg però el setge va fracassar a causa de la manca d'equip. Nieroth morí sobtadament el 25 de gener de 1712 a la Parròquia de Pernå.